# NS-SHAFT
《NS-Shaft》（中国大陆又译作），是在1990年由日本NAGI-P SOFT公司开发的一款平台类型电子游戏，2003年发行AU ezplus的移动Java应用版。

## 概况
《NS-Shaft》是一款平台游戏，玩家试图进入一个洞穴。这些平台以缓慢加速的速度向上移动。在屏幕的顶部有一堆尖刺。游戏的目标是，从一个平台掉落到另一个平台，速度要足够快，不会被尖刺击中，但速度要足够慢，不会从屏幕底部掉下来。
在游戏中，有两种控制方式可以让玩家左右移动。游戏界面上方会显示人物的生命值及下落层数。玩家用左右方向键控制角色往两侧移动，并不断向下跳到下一落脚点。落脚点总共有5种，分别为普通地面、踩踏一次之后就会消失的地面、跳板、传送带（从左向右或从右向左转动）和钉板（踏上后扣减生命值）；除钉板外，每落在一个落脚点上，恢复一点生命值。玩家控制的人物如果没有及时跳到下一层落脚点的话，就会撞到上方钉板并被扣减生命值。。
玩家有两种死亡方式：撞到太多尖刺并耗尽生命值，或者从屏幕底部掉落。击中峰值(游戏邦注:无论是在天花板上，还是在平台上)会让玩家的生命值减少5，而降落在普通平台上则会让玩家的生命值增加1。如果下方的落脚点尚未出现，而角色就已经跳下的话，游戏结束，如果游戏中的人物生命值被扣光，游戏也会立刻结束。
除《NS-SHAFT》外，NAGI-P SOFT在之前还开发过一款相似的游戏，名为《NS-TOWER》（中国大陆俗称“是男人就上100层”，台灣俗稱「小朋友上樓梯」），游戏画面及玩法与此游戏类似，但不同之处是玩家通过蓄力跳跃来操控角色攀登楼梯。

## 历史
本作于1996年11月发布。最新版本是NS-Shaft 1.2(英语)和NS-Shaft 1.3(日语)。
2013年，iOS版的NS-Shaft在苹果App Store上发布。